# Dellamorte Dellamore
Pour plus de détails, voir Fiche technique et Distribution.
Dellamorte Dellamore est une comédie horrifique franco-germano-italienne réalisée par Michele Soavi et sortie en 1994.
L'histoire est une adaptation d'un roman de 1991 de Tiziano Sclavi. Sclavi est également l'auteur de la série bande dessinée Dylan Dog, qui couvre des thèmes similaires et dont le protagoniste est un sosie de Rupert Everett. Everett incarne un gardien assiégé d'un petit cimetière italien, qui cherche l'amour en se défendant des morts-vivants. En effet, le cimetière dont Francesco Dellamorte, jeune homme solitaire et dépressif, est le gardien est un peu spécial : au bout de 7 jours, les cadavres se réveillent et quittent leur tombe en quête de chair fraîche. Accompagné du fidèle Gnaghi, un simplet ne s'exprimant que par l'onomatopée « gna », Francesco se charge de les remettre en terre.

## Synopsis
Francesco Dellamorte (Rupert Everett) est le gardien du cimetière dans la petite ville italienne de Buffalora. Il vit dans une maison délabrée sur les lieux, constamment entouré par la mort, avec seulement son assistant handicapé mental Gnaghi (François Hadji-Lazaro) pour compagnie. Les jeunes punks de la ville répandent des potins que Dellamorte est impuissant. Ses passe-temps sont la lecture des annuaires téléphoniques périmés, dans lesquels il raye les noms des défunts, et essayer d'assembler un puzzle en forme de crâne humain. Gnaghi, dont les intérêts comprennent les spaghettis et la télévision, ne peut prononcer qu'un seul mot: « Gna ».
L'inscription latine sur la porte du cimetière de Buffalora se lit RESURRECTURIS (« Pour ceux qui se relèveront de nouveau ») et, en effet, Dellamorte a les mains pleines dernièrement. Certaines morts se lèvent de leurs tombes la septième nuit après leur mort, réanimés et prêts à attaquer les vivants. Dellamorte détruit ces créatures, qu'il appelle « Revenants », avant qu'elles ne submergent la ville. Le maire de Buffalora (Stefano Masciarelli) est tellement obsédé par sa campagne qu'il semble même incapable d'entendre les appels de Dellamorte pour l'ouverture d'une enquête. Quoi qu'il en soit, étant un paria dans le village et presque analphabète, Dellamorte ne veut pas perdre son travail. Il s'ouvre à son seul ami, Franco, un employé municipal, mais ne remplit pas les documents nécessaires pour obtenir de l'aide: « C'est juste plus facile de les abattre ».
Lors d'un enterrement, Dellamorte tombe amoureux de la jeune veuve (Anna Falchi) d'un homme âgé et riche. Cette veuve ne commence à montrer un intérêt pour lui que lorsque Dellamorte lui parle de l'ossuaire, qu'elle adore. Alors qu'ils consomment leur relations sur la tombe de son mari, le mari revient, attaque et la mord. Elle semble mourir de la morsure, mais le coroner déclare que c'était une crise cardiaque. Craignant le pire, Dellamorte reste près de son cadavre et lui tire dessus lorsqu'elle se lève.
Gnaghi devient entiché de la fille capricieuse du maire, Valentina (Fabiana Formica). Cela semblerait se terminer tragiquement quand elle est décapitée dans un accident de moto. Au lieu de cela, Gnaghi déterre sa tête réanimée, et une romance innocente commence. La jeune veuve se lève de nouveau, ce qui fait croire à Dellamorte qu'elle n'était pas vraiment une zombie quand il l'a abattu pour la première fois, auquel cas c'est lui qui l'a tuée. Il s'enfonce dans une dépression et reçoit la visite de la figure lugubre de la Mort, qui lui dit de « cesser de tuer les morts », lui demandant pourquoi il ne tire pas sur les vivants à la place.
Dellamorte rencontre deux autres femmes non nommées, également jouées par Falchi. Il est prêt à faire des actions extrêmes pour être avec la première d'entre elles, l'assistante du nouveau maire: en effet, quand l'objet de son affection dit qu'elle est terrifiée de la pénétration sexuelle, Dellamorte prétend que la rumeur sur son impuissance est correcte, et visite un médecin pour avoir son pénis enlevé. Le médecin lui fait abandonner cette idée, lui donnant une injection pour créer une impuissance temporaire à la place. Pendant ce temps, la femme a été violée par son employeur et tombe amoureuse de son violeur, rejetant à la fois sa phobie et l'homme du cimetière.
Son emprise sur la réalité dérapant, Dellamorte se rend dans la ville la nuit avec son revolver, tirant sur les jeunes hommes qui se moquent de lui depuis des années en raison de la rumeur sur son impuissance. Il rencontre une troisième manifestation de la femme qu'il aime, mais en découvrant qu'elle est une prostituée, il la tue, elle et deux autres femmes, en mettant le feu à leur maison avec un radiateur. Son ami Franco (Anton Alexander) s'accuse de ces meurtres après avoir tué sa femme et son enfant, et tente de se suicider la nuit même en buvant une bouteille d'iode. Dellamorte va lui rendre visite à l'hôpital, pour savoir pourquoi Franco a volé ses meurtres. Assis près du lit d'hôpital, il assassine avec désinvolture une religieuse, une infirmière et un médecin. Franco ne le reconnaît même pas, donc même ces actes ne parviennent pas à changer la situation de Dellamorte. Il hurle une confession, mais il est ignoré.
Gnaghi et Dellamorte démarrent la voiture et se dirigent vers les limites de la ville de Buffalora et les montagnes au-delà. La tête de Gnaghi est blessée lorsque Dellamorte écrase les freins. Ils sortent du véhicule et marchent jusqu'au bord de la route, qui se termine sur un gouffre. Gnaghi a une attaque et s'effondre sur le sol. Dellamorte, réalisant que le reste du monde n'existe pas et craignant que son assistant soit mort ou mourant, charge une arme avec deux balles pour les achever tous les deux. Gnaghi se réveille et fait tomber l'arme de Dellamorte de la falaise. Il demande ensuite à être ramené chez lui, parlant clairement. Dellamorte répond: « Gna ».

## Fiche technique
Sauf indication contraire, les informations mentionnées dans cette section peuvent être confirmées par la base de données cinématographiques Unifrance,  présente dans la section « Liens externes ».
- Titre original, allemand et français : Dellamorte Dellamore
- Réalisation : Michele Soavi
- Assistants-réalisateur : Enrico Grassi, Julie Gavras et Francesca Marra
- Scénario : Gianni Romoli, d'après un roman de Tiziano Sclavi
- Musique : Riccardo Biseo et Manuel De Sica
- Photographie : Mauro Marchetti
- Montage : Franco Fraticelli
- Décors : Massimo Antonello Geleng
- Costumes : Alfonsina Lettieri et Maurizio Millenotti
- Cascades : Nazzareno Zamperla
- Production : Heinz Bibo, Tilde Corsi, Gianni Romoli et Michele Soavi
- Producteurs exécutifs : Conchita Airoldi, Dino Di Dionisio et Michèle Ray-Gavras
- Sociétés de production : Audifilm, Urania Film, K.G. Productions, Canal+, Silvio Berlusconi Communications et Bibo Productions
- Sociétés de distribution : Distribuzione Angelo Rizzoli Cinematografica (Italie), PolyGram Film Distribution (France) October Films (États-Unis)
- Budget : 4 millions de dollars (3 millions d'euros)
- Pays d'origine :  Italie,  France,  Allemagne
- Langue de tournage : italien
- Format : couleurs - 1,66:1 - Dolby SR - 35 mm
- Genre : comédie horrifique et fantastique
- Durée : 105 minutes
- Dates de sortie : 
  - Italie : 25 mars 1994
  - Canada : 9 septembre 1994 (Festival de Toronto)
  - France : 10 mai 1995

## Distribution
- Rupert Everett (VF : Jean-Philippe Puymartin) : Francesco Dellamorte
- François Hadji-Lazaro : Gnaghi
- Anna Falchi : Elle
- Mickey Knox : le commissaire Straniero
- Fabiana Formica : Valentina Scanarotti
- Clive Riche : le docteur Verseci
- Katja Anton : la petite amie de Claudio
- Barbara Cupisti : Magda
- Anton Alexander (VF : Thierry Wermuth) : Franco
- Andrea De Sica : un jeune zombie (non crédité)
- Michele Soavi : un homme sur la place de la ville (non crédité)

## Production
Le film s'inspire d'une BD créée par Tiziano Sclavi, auteur du fumetti Dylan Dog, dont le personnage éponyme a été inspiré par Rupert Everett. Il existe un épisode de la bande dessinée Dylan Dog qui met en scène Francesco Dellamorte et Gnaghi, et où Dellamorte et Dylan Dog se rencontrent à la fin.
Les scènes du film ont été tournées presque entièrement dans la commune de Guardea (Province de Terni en Ombrie), en particulier dans le centre historique de la ville et dans le cimetière monumental historique. Les scènes en dehors du cimetière, en revanche, ont été tournées dans la petite ville d'Arsoli, dans la province de Rome.
Le réalisateur Michele Soavi, à propos de son film, a déclaré :

« C'était un film anormal : non seulement c'était un film de genre, mais il aurait pu être un fiasco commercial à cause de son ironie ; en ce sens que, de toute façon, il avait pour toile de fond un humour de bande dessinée.... J'avais d'abord cru pouvoir transférer directement ce genre d'humour au cinéma, mais ce n'est pas possible : si tu le fais de la même façon, tu vas tout foutre en l'air ; et donc il fallait que l'histoire soit sur le fil du rasoir, sans verser dans la comédie, dans la volonté délibérée de faire rire — mais en même temps il fallait faire rire, parce que si ça n'avait pas fait rire ça aurait été un fiasco — ni dans un film d'épouvante, parce qu'on ne voulait pas faire un film d'épouvante ou un film d'effets spéciaux : les gens veulent soit rire, soit avoir peur, il n'y a rien entre les deux, si tu vas là tu explores une terra incognita. »

— Michele Soavi
Le film se caractérise par une forte dose d'humour noir, et une grande importance est accordée aux décors, ce qui a valu à Massimo Antonello Geleng le prix David di Donatello du meilleur décorateur en 1994. Quand Francesco et « Elle » s'embrassent dans la crypte avec un linceul sur leurs têtes, la scène ainsi créée est une reproduction du tableau Les Amants, du peintre belge René Magritte. La sculpture de la fontaine dans le cimetière représente l'île du tableau L'île des morts d'Arnold Böcklin. La statue avec laquelle Francesco parle à la fin du film est une sculpture de Anna Chromý intitulée Cloak of Conscience.

### Titre
Le titre Dellamorte Dellamore est un jeu de mots en italien, della morte (en deux mots séparés) signifiant « de la mort » et dell'amore (toujours en deux mots) signifiant « de l'amour ». Le titre entier peut être traduit par « sur la mort de l'amour » ou encore « sur la mort, sur l'amour ». Le nom de famille du protagoniste est Dellamorte et à la fin du film, on apprend que le nom de jeune fille de sa mère était Dellamore.

### Attribution des rôles
Un studio américain s'était proposé pour financer et distribuer le film, à la condition que le rôle de Francesco soit confié à l'Américain Matt Dillon. C'est finalement le Britannique Rupert Everett qui est auditionné et sélectionné.
Le rôle de Gnaghi est tenu par François Hadji-Lazaro, ancien leader du groupe de rock français les Garçons Bouchers.

### Musique
Il était initialement prévu que la musique soit composée par le groupe Tangerine Dream. La chanson Hellraiser est interprétée par Ozzy Osbourne.

## Distinctions
- Prix du public Silver Scream Award au Festival du film fantastique d'Amsterdam.
- Prix international du film fantastique à Fantasporto, meilleur acteur pour Rupert Everett.
- Prix spécial du jury à Fantastic'Arts.

## Suite
En janvier 2011, Fangoria a annoncé que le réalisateur Michele Soavi planifiait une suite. Soavi a prévu de tourner le film vers la fin de 2011 ou au début de 2012. Il produirait lui-même le film et voulait que le film soit un film d'horreur italien puissant. Le projet semble depuis lors enterré.